# Иловайский, Алексей Иванович
Алексе́й Ива́нович Илова́йский (1735 — 1797) — наказной атаман Донского казачьего войска, генерал от кавалерии.

## Биография
Родился в 1735 году. отец его, Иван Мокиевич, был долго в плену у черкесов, пострадал за отказ принять ислам и, после двух неудачных попыток бежать, спасся, по семейному преданию, получудесным образом.
Алексей Иловайский участвовал в Семилетней войне; уже в чине сотника оказал подвиги храбрости пред Кагульской битвой — 18 июля 1770 г. разбил турецкий конный отряд и едва было не взял в плен великого визиря, и вскоре сделался лично известен Потёмкину.
В 1774 г. вышеупомянутый Потёмкин поручил ему, как человеку хорошо знавшему казачью воинскую тактику, собрав 1000 казаков, двинуться против войск Пугачёва, направлявшихся на Воронежскую губернию. Иловайский вынудил Пугачёва уйти с войском в сухие, безводные степи. После поражения повстанцев в бою с отрядом Михельсона, Иловайскому, вместе с другим казацким сотником, Бородиным, было поручено преследование и уничтожение войск Пугачёва.
После отчаянной погони, во время которой из отряда в 400 казаков выбыло от утомления 157 человек и пали все лошади, удалось, наконец, настигнуть и схватить Пугачева. Иловайский за это был произведён 15 февраля 1775 года в полковники армии, с назначением войсковым атаманом и был награждён 20000 рублей; 22 мая 1776 года назначен атаманом Войска Донского и произведён в генерал-майоры; вскоре после того императрица Екатерина II пожаловала ему, как особое отличие, бунчук, булаву и насеку.
Во время его управления на Дону в значительной степени подвинулось вперед применение местного управления к общеимперскому. А. И. Иловайский принимал деятельное участие в усмирении ногайских татар на Кубани и затем находился во второй турецкой войне и в войне с польскими конфедератами. 
27 марта 1793 года возведен в потомственное дворянство Российской империи.
Для присутствования при коронации императора Павла был вызван в Москву, первым из донских казаков произведён в генералы от кавалерии, награждён орденом Св. Владимира 1-й степени, но в Москве же и умер весной 1797 года, и на его должность наказного атамана был назначен его же брат, Дмитрий Иванович Иловайский 2-й.